# Scotopteryx basiconfluens
Scotopteryx basiconfluens là một loài bướm đêm trong họ Geometridae.